# Котелевська Надія Павлівна
Наді́я Па́влівна Котелевська (нар. 6 січня 1941, село Бондареве, тепер Васильківського району Дніпропетровської області) — українська радянська діячка, доярка колгоспу імені Леніна Новомиколаївського району Запорізької області. Депутат Верховної Ради УРСР 9—10-го скликань.

## Біографія
Освіта середня.
З 1959 року — кухар їдальні в Первомайському районі Луганської області, завідувач дитячих ясел, доярка.
З 1974 року — телятниця, з 1975 року — доярка колгоспу імені Леніна села Софіївки Новомиколаївського району Запорізької області. Член Комітету радянських жінок.
Потім — на пенсії в селі Софіївці Новомиколаївського району Запорізької області.

## Нагороди
- орден Леніна
- орден Трудового Червоного Прапора
- ордени
- медалі